# Article 138 de la Constitution belge
L'article 138 de la Constitution belge, dit aussi clause de Saint-Quentin, fait partie du titre III Des pouvoirs. Cet article consacre l'asymétrisme du fédéralisme belge, en autorisant le transfert de l'exercice des compétences de la Communauté française vers la Région wallonne et la Commission communautaire française de la région de Bruxelles-Capitale (COCOF). Inséré dans la Constitution en 1993, à l'occasion de la quatrième réforme de l'État, il cherche à trouver une solution au sous-financement de la Communanauté française.

## Texte
« Le Parlement de la communauté française, d'une part, et le Parlement de la région wallonne et le groupe linguistique français du Parlement de la région de Bruxelles-Capitale, d'autre part, peuvent décider d'un commun accord et chacun par décret que le Parlement et le Gouvernement de la région wallonne dans la région de langue française et le groupe linguistique français du Parlement de la région de Bruxelles-Capitale et son collège dans la région bilingue de Bruxelles-Capitale exercent, en tout ou en partie, des compétences de la communauté française.
Ces décrets sont adoptés à la majorité des deux tiers des suffrages exprimés au sein du Parlement de la communauté française et à la majorité absolue des suffrages exprimés au sein du Parlement de la région wallonne et du groupe linguistique français du Parlement de la région de Bruxelles-Capitale, à condition que la majorité des membres du conseil ou du groupe linguistique concerné soit présente. Ils peuvent régler le financement des compétences qu'ils désignent, ainsi que le transfert du personnel, des biens, droits et obligations qui les concernent.
Ces compétences sont exercées, selon le cas, par voie de décrets, d'arrêtés ou de règlements. »

## Fonctionnement
Cet article constitutionnel permet à la Communauté française de transférer l'exercice de l'une de ses compétences (et non la compétence en elle-même) à la Région wallonne et à la Commission communautaire commune (COCOM) sur leurs territoires respectifs. Pour cela, les parlements de ces entités doivent adopter un décret identique spécifiant les domaines transférés : une majorité des deux tiers est nécessaire pour la Communauté française, tandis que la majorité simple suffit pour les autres.
Sont actuellement transféré l'exercice des compétences communautaires suivantes :
- La gestion immobilière en matière d'enseignement
- Les infrastructures sportives
- Le tourisme
- La promotion sociale
- La reconversion et le recyclage professionnel
- Le transport scolaire
- La santé
- L'aide aux personnes
- Les prestations familiales

L'utilité de ce transfert est qu'il ne nécessite pas un transfert financier équivalent aux charges d'exercice de ces matières. Il permet donc l'assainissement des finances de la Communauté française, conformément à l'objectif poursuivi.

## Histoire
À la suite de la troisième réforme de l'État (1989) et du vote de la loi spéciale de financement (LSF) cette même-année, la Communauté française se trouve toujours dépendante des dotations accordées par l'autorité fédérale. En effet, si en théorie les Communautés sont dotées d'un pouvoir d'imposition, ce dernier est en réalité impossible à mettre en œuvre au vu de la situation très complexe de Bruxelles.
Seulement, avec l'évolution salariale des enseignants, les dépenses communautaires atteignent des sommes très importantes. Et alors qu'en Flandre la Communauté peut profiter des taxations régionales grâce à l'article 137, au sud du pays le monde politique se dispute sur la solution à adopter. Doit-on suivre l'exemple flamand et fusionner Communauté et Région, avec le risque de briser l'autonomie bruxelloise, ou alors plutôt chercher une coopération intra-francophone sous forme de raccourci institutionnel ? Cette deuxième voie fut préférée mais, si plusieurs efforts importants comme les accords de la Hulpe furent réalisés, ils se montrèrent insuffisants pour soulager réellement et surtout durablement les finances communautaires.
Le 28 septembre 1992 sont conclus entre plusieurs gros partis politiques les accords de la Saint-Michel qui, au milieu d'énormes modifications du système étatique, prévoient d'inclure dans la Constitution la possibilité pour la Communauté française de déléguer l'exercice de certaines de ses compétences à la Région wallonne et à la COCOF. La liste des compétences à transférer est concertée entre les partis francophones, malgré les réticences de certains.
Finalement, le 31 octobre 1992 (jour de la Saint-Quentin), les accords sont finalement conclus. Ces derniers sont votés à la Chambre le 10 février 1993 et au Sénat le 23 avril.
L'article 138 fut lors de son entrée en vigueur vivement critiqué par la doctrine : certains y voyaient un exemple détestable de révision implicite de la Constitution, quand d'autres le considéraient comme « consciemment ou insconsciemment, organisé pour rendre le système impraticable ». Aujourd'hui, bien qu'il soit moins remis en question, la coopération intra-francophone souhaitée semble surtout profiter à la Région wallonne, car la Communauté française sort toujours plus affaiblie des négociations et la COCOF reste un peu « délaissée ».